# Orchard (Nebraska)
Orchard – wieś w Stanach Zjednoczonych, w stanie Nebraska, w hrabstwie Antelope.